# Karl Kaufhold
Karl Kaufhold (* 17. September 1922 in Leinefelde; † 28. Oktober 2015 in Köln) war ein deutscher Komponist, Dirigent und Organist.
Karl Kaufhold war der Sohn eines Malermeisters. Bereits im Alter von acht Jahren erhielt er ersten Klavierunterricht, im Alter von zehn Jahren spielte er in seinem Heimatort die Orgel. Im Alter von dreizehn Jahren gab er erstmals ein Konzert in der Basilika von Vierzehnheiligen.
Nach dem Besuch der Volks- und der Aufbauschule sowie absolviertem Abitur wurde Kaufhold zur Wehrmacht eingezogen. Hier wurde er bald Mitglied der Meininger Soldatenbühne, bei welcher er als Akkordeonsolist auftrat. Für die Programme des Ensembles schrieb er zahlreiche Bühnenmusiken.
Nach seiner Entlassung aus britischer Kriegsgefangenschaft 1948 bewarb Kaufhold sich an der Leipziger Musikhochschule. Trotz bestandener Aufnahmeprüfung wurde er allerdings aus politischen Gründen nicht zum Studium angenommen. Im Jahr 1949 begann er sein Studium an der Kölner Musikhochschule, an welcher er u. a. bei Günter Wand im Dirigieren unterrichtet wurde. Bereits 1952 machte sich Kaufhold als Komponist und Pianist in Köln einen Namen. Schon bald trat er auch regelmäßig im WDR mit eigenen Sendungen hervor und studierte mit dem Rundfunkchor Werke für Otto Klemperer ein. 
Im Jahr 1964 wurde Karl Kaufhold als Lehrbeauftragter an die Hochschule für Musik in Köln berufen, zwei Jahre später wurde er dort Dozent. 1972 wurde er zum beamteten Professor auf Lebenszeit berufen. Er unterrichtete Klavier, Partiturspiel und Oratorienensemble. 
Kaufhold hat mehr als 100 größere Kompositionen vorgelegt, darunter sechs Orgelsinfonien, Chorkonzerte, Messen, Sololieder und Klavierstücke. 
Er erhielt das Bundesverdienstkreuz am Bande und wurde Ehrenbürger seiner Heimatstadt Leinefelde. Seine Grabstätte befindet sich auf dem Friedhof in Köln-Weiß.